# 戸部民夫
戸部 民夫（とべ たみお、1947年〈昭和22年〉 - ）は、日本の著作家。
日本神話・神社など神道関係の著作多数。

## 経歴
群馬県生まれ。群馬県立沼田高等学校を経て、法政大学社会学部を卒業。美術関係出版社勤務ののち、文筆家となる。

## 著作
2004年12月に出版した『日本の神様がわかる本』は売り上げ20万部超を記録している。
単著
- 『八百万の神々―日本の神霊たちのプロフィール (Truth In Fantasy) 』新紀元社、1997。
- 『日本の神々―多彩な民俗神たち (Truth In Fantasy) 』新紀元社、1998。
- 『神秘の道具 日本編 (Truth In Fantasy) 』新紀元社、2001。
- 『日本神話の神々―そのルーツとご利益』三修社、2003。改訂版; 『新版 日本神話の神々』三修社、2010。
- 『日本神話―神々の壮麗なるドラマ (Truth In Fantasy) 』新紀元社、2003。
- 『「日本の神様」がよくわかる本 八百万神の起源・性格からご利益までを完全ガイド (PHP文庫)』PHP研究所、2004。
- 『日本の神様がわかる本 あの神様の性格・あの神社のご利益が一目瞭然』PHP研究所、2004。
- 『図解「武器」の日本史―その知られざる威力と形状 (ベスト新書) 』ベストセラーズ、2006。
- 『神社のルーツ　血統から探る「神様ネットワーク」 [ソフトバンク新書]』ソフトバンククリエイティブ、2006。
- 『「頼れる神様」大事典』PHP研究所、2006。
- 『「日本の女神様」がよくわかる本―アマテラスから山姥、弁才天まで (PHP文庫)』PHP研究所、2007。
- 『ツキを呼ぶ「神社・仏閣」徹底ガイド (PHP文庫) 』PHP研究所、2008。
- 『歴史雑学BOOK 図解 武器・甲冑全史 日本編 (ローレンスムック 歴史雑学BOOK) 』綜合図書、2008。
- 『全国一の宮紀行 (ワニ文庫) 』ベストセラーズ、2009。
- 『戦国武将の守護神たち』日本文芸社、2011。
- 『日本の神様と日本人のしきたり』PHP研究所、2012。
- 『神様になった動物たち (だいわ文庫)』大和書房、2013。
- 『ありがたい神社の歩き方、神様の見つけ方(なんでもベスト10)』芸術新聞社、2013。
- 『日本の「有名な神社」の起源がよくわかる本 (だいわ文庫)』大和書房、2013。
- 『日本の神社がよくわかる本　神々の系統で知る由緒とご利益 (光文社知恵の森文庫) 』光文社、2015。
- 『神社でたどる「江戸・東京」歴史散歩 (歴史新書)』洋泉社、2015。
- 『日本 武器・武具事典 (ワニ文庫)』ベストセラーズ、2016。
- 『「日本の霊山」がよくわかる本 (PHP文庫)』PHP研究所、2016。
- 『東京の神社さんぽ 願いごと別・ベスト神社と最強コースを大発表!』エクスナレッジ、2016。
- 『学業から芸能、スポーツまで上達・合格祈願 「学問の神様」徹底ガイド (双葉文庫)』双葉社、2017。
- 『神社でわかる日本史 (知恵の森文庫)』光文社、2017。

共著
- （草野巧）『日本妖怪博物館』新紀元社、1994。
- （清水靖子）『ワインこの1本を』毎日新聞社、1999。
- （高室弓生）『劇画古事記-神々の物語』バジリコ、2006。
- （細谷敏雄;監修）『イラスト版けっこうお世話になっている 「日本の神様」がよくわかる本』PHP研究所、2014。

監修
- （ichida）『こっそり行きたい 欲望ご利益神社 (メディアファクトリーのコミックエッセイ) 』KADOKAWA/メディアファクトリー、2015。
- 『日本の神さま大図鑑 (楽しい調べ学習シリーズ)』PHP研究所、2015。
- （もぐら）『もぐらと奈加ちゃんが日本の神様にツッコミ入れてみた (メディアファクトリーのコミックエッセイ)』KADOKAWA、2016。
- （いとうみつる）『女子のしあわせを引き寄せる 神さまカタログ (Sanctuary books)』サンクチュアリ出版、2016。